# Neon (element)

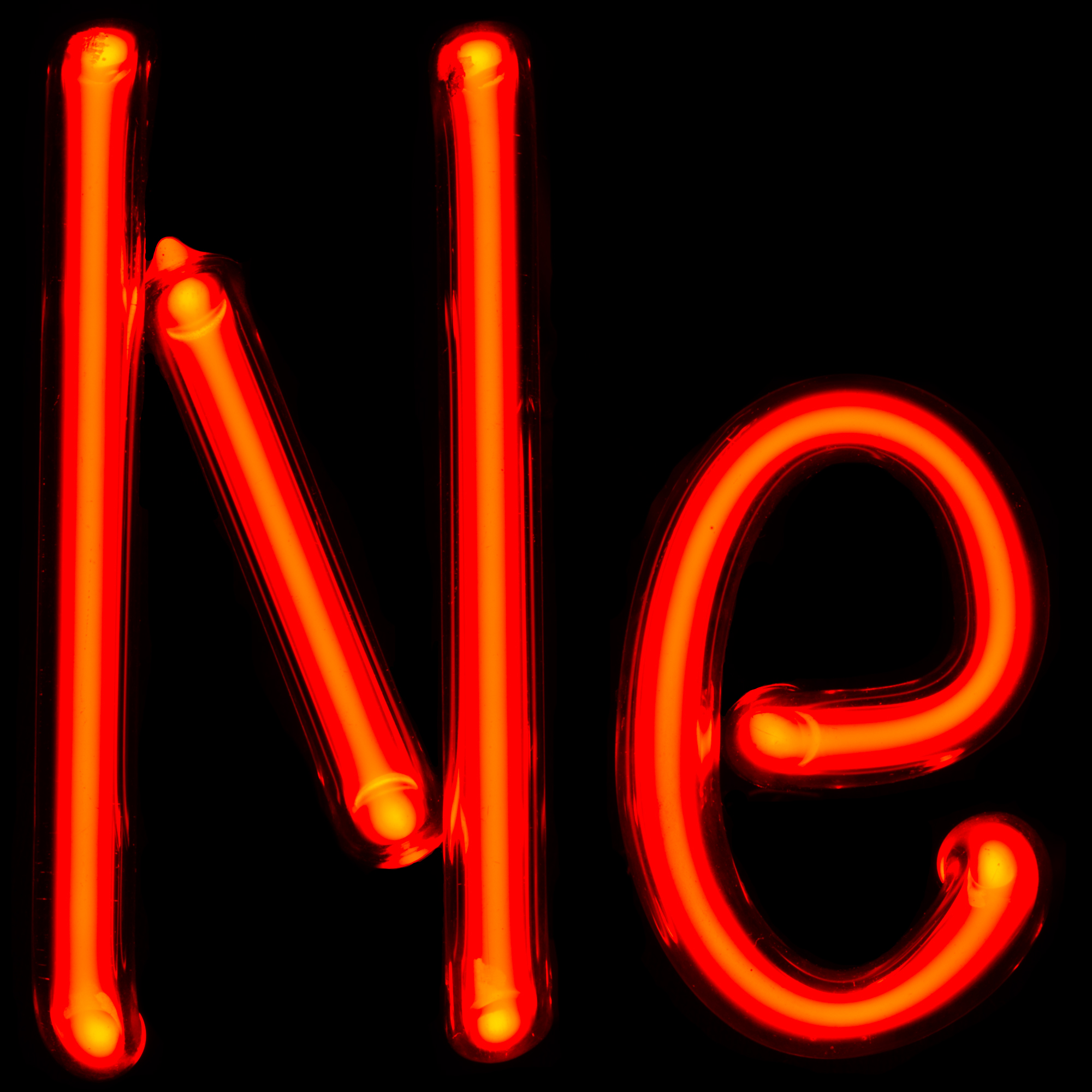
Het oranje licht van een neon-buis

Neon is een chemisch element met symbool Ne en atoomnummer 10. Het is een kleurloos edelgas.

## Ontdekking
Neon is in 1898 ontdekt door William Ramsay en Morris Travers, vrijwel gelijktijdig met de elementen xenon en krypton. Het Griekse woord neon betekent nieuw.

## Toepassingen
Neon wordt vaak als warmtetransportmedium in koelinstallaties gebruikt. Naast de goede thermische eigenschappen vindt neon om zijn oranje uitstraling in ontladingsbuizen ook veel toepassing in reclameverlichting; in natriumlampen W.L. (gele straatlantaarns) wordt het gebruikt om bij het starten de gasontlading op gang te helpen tot de lamp warm genoeg is om het gele natriumlicht te gaan verspreiden. De reclameverlichtingen die vaak als groep neonlicht worden genoemd, bevatten soms neon, maar ook andere gassen zoals argon worden gebruikt.

## Opmerkelijke eigenschappen
Neon is na helium het lichtste edelgas en gloeit oranje/rood op bij ontlading in een elektronenbuis. Net als een aantal andere edelgassen kan neon bindingen aangaan met fluor. Dit is echter alleen in laboratoriumopstellingen aangetoond en nog nooit in de natuur. Tijdens massaspectrometrisch onderzoek zijn Ne+, (NeAr)+, (NeH)+ en (HeNe)+ aangetoond. Verder kan neon instabiele hydraten vormen.

## Verschijning
In de aardatmosfeer komt neon sporadisch voor (ongeveer 0,0015%) in ongebonden toestand. Het kan industrieel geproduceerd worden via gefractioneerde destillatie van gekoelde lucht.

## Isotopen
| Stabielste isotopen | Stabielste isotopen | Stabielste isotopen      | Stabielste isotopen      | Stabielste isotopen      | Stabielste isotopen      |
| Iso                 | RA (%)              | Halveringstijd           | VV                       | VE (MeV)                 | VP                       |
| ------------------- | ------------------- | ------------------------ | ------------------------ | ------------------------ | ------------------------ |
| 20Ne                | 90,48               | stabiel met 10 neutronen | stabiel met 10 neutronen | stabiel met 10 neutronen | stabiel met 10 neutronen |
| 21Ne                | 0,27                | stabiel met 11 neutronen | stabiel met 11 neutronen | stabiel met 11 neutronen | stabiel met 11 neutronen |
| 22Ne                | 9,25                | stabiel met 12 neutronen | stabiel met 12 neutronen | stabiel met 12 neutronen | stabiel met 12 neutronen |
| 24Ne                | syn                 | 34,24 min                | β−                       | 2,470                    | 24Na                     |

Van neon komen drie stabiele isotopen voor: 20Ne (90,48%), 21Ne (0,27%) en 22Ne (9,25%). Via neutronemissie en α-verval kunnen uit 24Mg en 25Mg de isotopen 21Ne en 22Ne worden geproduceerd. Isotopisch onderzoek van buitenaardse rotsblokken heeft aangetoond dat in het heelal 21Ne wordt geproduceerd. Dat houdt in dat neon kan worden gebruikt voor het bepalen van de ouderdom van dit soort rotsen en meteorieten.

## Toxicologie en veiligheid
Neon is niet brandbaar, explosief of giftig. Het wordt verhandeld in cilinders die onder hoge druk staan. Bij te snelle ontsnapping van het gas kunnen brandwonden op huid of ademhalingswegen ontstaan.